# Christopher Williams (Leichtathlet)
Christopher Williams (* 15. März 1972 in Mandeville, Manchester) ist ein jamaikanischer Sprinter, dessen Spezialstrecke der 200-Meter-Lauf ist.

## Sportliche Karriere
Williams nahm an drei (Olympischen Spielen 2000, 2004 und 2008) teil, wo er es auf seiner Spezialstrecke jeweils bis ins Halbfinale schaffte.
Bei den Olympischen Spielen 2000 in Sydney gewann er mit der jamaikanischen 4-mal-400-Meter-Staffel hinter den USA und Nigeria die Bronzemedaille. Im August 2008 wurde die ursprünglich siegreiche US-amerikanische Staffel wegen eines Dopingvergehens ihres Läufers Antonio Pettigrew nachträglich disqualifiziert. Aktuell wird der erste Platz als vakant geführt, vorbehaltlich einer entsprechenden Entscheidung des IOC könnte der jamaikanischen Staffel Silber zugesprochen werden.
Seinen größten Erfolg als Einzelstarter feierte Williams bei den Weltmeisterschaften 2001 im kanadischen Edmonton, als er in 20,20 s hinter Kostas Kenteris die Silbermedaille gewann. Bei derselben Veranstaltung kam Williams mit der 4-mal-400-Meter-Staffel gemeinsam mit Brandon Simpson, Gregory Haughton und Danny McFarlane in 2:58,39 min auf den Bronze-Rang.
Weitere Erfolge als Einzelstarter beinhalten den Gewinn der Silbermedaille bei den Panamerikanischen Spielen 2002 sowie Rang drei bei den Commonwealth Games im australischen Melbourne 2006, jeweils im 200-Meter-Lauf.
2009 wurde Williams positiv auf Amphetamine getestet und von der IAAF zwei Jahre gesperrt.
Bei einer Körpergröße von 1,78 m beträgt Williams’ Wettkampfgewicht 73 kg.

## Bestzeiten
- Freiluft
  - 100-Meter-Lauf: 10,06 s (2006)
  - 200-Meter-Lauf: 20,02 s (2000)
- Halle
  - 200-Meter-Lauf: 20,68 s (2001)